# Barbershop: The Next Cut
Pour les articles homonymes, voir Barbershop.
Série
Barbershop 2
(2004)
Pour plus de détails, voir Fiche technique et Distribution.
Barbershop: The Next Cut est un film américain réalisé par Malcolm D. Lee et sorti en 2016. Il constitue le troisième film de la série Barbershop et fait suite à Barbershop 2, sorti en 2004.

## Synopsis
Dix ans plus tard, la boutique de barbier de Calvin a bien changé et est maintenant mixte, avec une section pour femmes dirigée par Angie. Elle apporte ainsi sa propre touche ainsi que de nouveaux drames. Malheureusement le quartier va mal, la ville de Chicago sombre dans la violence. Calvin et ses amis vont alors tout faire pour redresser la situation.

## Fiche technique
Sauf indication contraire, les informations mentionnées dans cette section peuvent être confirmées par la base de données cinématographiques IMDb,  présente dans la section « Liens externes ».
- Titre original : Barbershop: The Next Cut
- Réalisation : Malcolm D. Lee
- Scénario : Kenya Barris et Tracy Oliver, d'après les personnages créés par Mark Brown
- Musique : Stanley Clarke
- Direction artistique : Gentry L. Akens II
- Costumes : Provi Fulp Ramphal
- Photographie : Greg Gardiner
- Montage : Paul Millspaugh
- Production : Ice Cube, Robert Teitel et George Tillman Jr.

Coproductrice : Kenya Barris
Productrice déléguée : Becki Cross Trujillo
- Sociétés de production : Cube Vision, Metro-Goldwyn-Mayer et New Line Cinema
- Société de distribution : Warner Bros.
- Pays de production :  États-Unis
- Langue originale : anglais
- Genre : comédie
- Dates de sortie[1] :
  - États-Unis : 15 avril 2016
  - France : 19 avril 2016[réf. nécessaire]

## Distribution
- Ice Cube (VF : Lucien Jean-Baptiste) : Calvin Palmer, Jr.
- Cedric the Entertainer (VF : Said Amadis) : Eddie Walker
- Regina Hall (VF : Olivia Dalric) : Angie
- Sean Patrick Thomas (VF : Sidney Kotto) : Jimmy James
- Eve (VF : Magali Berdy) : Terri Jones
- Anthony Anderson (VF : Frantz Confiac) : J.D.
- Jazsmin Lewis (VF : Annie Milon) : Jennifer
- Common (VF : Thierry Desroses) : Rashad
- Nicki Minaj (VF : Fily Keita) : Draya
- Maryum Ali : Diane
- Margot Bingham (VF : Géraldine Asselin) : Bree
- Utkarsh Ambudkar (VF : Eilias Changuel) : Raja
- J. B. Smoove (VF : Jean-Baptiste Anoumon) : One Stop
- Lamorne Morris[2] (VF : Raphaël Cohen) : Jerrod
- Tyga (VF : Erwan Tostain) : Yummy
- Jamal Woolard (VF : Rody Benghezala) : Marquese
- Deon Cole (VF : Gilles Morvan) : Dante
- Michael Rainey Jr. (VF : Alexandre Nguyen) : Jalen Palmer
- Troy Garity (VF : Joël Zaffarano) : Isaac Rosenberg
- Anthony Davis : lui-même
- Reggie Brown : le président Obama
- Jwaundace Candece : la mère du garçon
- Auntie Fee (VF : Pascale Vital) : Mabel[3]

## Production

### Développement
Le 26 mars 2014, le site Deadline.com signale que la MGM est en négociations avec Ice Cube afin de produire un troisième Barbershop. Le 19 février 2014, Malcolm D. Lee décroche le poste de réalisateur, tandis qu'Ice Cube et Cedric the Entertainer sont en pourparlers pour rejoindre la distribution du film. Le 25 mars 2015, New Line Cinema signe avec la MGM pour produire le film.

### Tournage
Le tournage débute le 11 mai 2015 à Atlanta,.

## SérieBarbershop
- 2002 : Barbershop de Tim Story
- 2004 : Barbershop 2 (Barbershop 2: Back in Business) de Kevin Rodney Sullivan
- 2016 : Barbershop 3 de Malcolm D. Lee

## Distinctions

### Nominations
- Teen Choice Awards 2016 :
  - Meilleur film de comédie